# Jeff Musso
, nome d'arte di Musso Joseph César, (La Ciotat, 21 ottobre 1907 – Sarcelles, 13 marzo 2007), è stato un regista francese.

## Biografia
I suoi studi non erano inizialmente programmati per indirizzarlo alla professione cinematografica. Aveva iniziato lo studio del violino all'età di sei anni sotto la guida di Zino Francescatti, violinista virtuoso di Marsiglia e diede diversi concerti, particolarmente a Tolone. Un problema ad una spalla lo costrinse ad abbandonare ma continuò ad operare come compositore.

## Debutto nel cinema
Nel 1936 entrò nel mondo del cinema come specialista della registrazione sonora e della musica da film. 
Iniziò la professione di regista realizzando un documentario sulla vita di Francescatti, tuttora esistente.
Partì quindi per le Antille per girare altri documentari. Al ritorno in Francia, sulla nave incontrò lo scrittore irlandese Liam O'Flaherty che era cugino di John Ford ed aveva appena girato Il traditore a Hollywood. I due simpatizzarono subito e decisero di adattare uno dei romanzi dello scrittore per trarne un film: Le Puritain. Decisero pertanto di collaborare e giunti a Parigi, decisero di adattare una storia riguardante il comportamento di un criminale che cerca di giustificare un omicidio per motivi morali, essendo egli sessualmente represso. 
Jeff Musso compose la musica e produsse il film nel 1937. 
Il film si avvalse dell'interpretazione di Jean-Louis Barrault, Pierre Fresnay, Viviane Romance et aussi Mady Berry, Jean Tissier, Alexandre Rignault. Il film ebbe successo ed ottenne il Premio Louis-Delluc.
Dopo questo successo, i due decisero di realizzare un secondo film, sempre da un romanzo di O'Flaherty, «L'Ame sombre», e decisero di affidare il ruolo della protagonista a Marlene Dietrich che accettò, ma il progetto non poté essere realizzato a seguito dello scoppio della seconda guerra mondiale.
Decisero allora l'adattamento di un altro romanzo, Mr Gilhooley con il titolo di Dernière Jeunesse (Ultima Giovinezza. Il film, grazie anche agli accordi tra il produttore francese André Paulvé e quello italiano Michele Scalera, venne girato in Italia negli studi della Scalera Film in doppia versione italiana e francese. Jeff Musso lo realizzò con gli attori Raimu, Pierre Brasseur e Jacqueline Delubac. La versione francese fu presentata al Festival di Venezia del 1939 e premiata per la migliore fotografia (Ubaldo Arata).  
Il film era già completato quando l'Italia entrò in guerra e Jeff Musso dovette tornare in Francia e si ritrovò bloccato nella zona franca. Ivi girò ancora delle sequenze nella boscaglia. 
Nel 1945 decise di fare un film sulla Resistenza francese con Jean Darcante, Raymond Bussières, Jeanne Manet, Jean-Pierre Mocky, dal titolo Vive la liberté, nonostante l'opposizione di alcuni membri del Comitato per la liberazione del cinema francese, ma il 28 aprile, durante le riprese, un evento drammatico compromise la realizzazione del film e l'attività di Musso cadde in disgrazia.

## Dopo la guerra
Nel 1950 imbastì una co-produzione franco italiana per girare alle Antille, Robinson Crusoé con Georges Marchal, ma la società di produzione italiana fallì e la realizzazione venne interrotta. Dopo dieci anni di procedure giudiziarie, Jeff Musso riprese a girare e terminò il film, ma il film in bianco e nero non venne mai distribuito.
Disilluso da questi conflitti, addolorato per la morte della moglie, Jeff Musso rispose all'invito di un amico produttore di unirsi a lui in Perù.
Li girò poi molti documentari.
Nel 1980 tornò alla realizzazione di un lungometraggio, «La brigade blanche».
Nel 1986 realizzò una co-produzione peruviano.statunitense, «Le soleil des morts».
Nel 1988, all'età di 81 anni, rientrò a la Ciotat ed incontrò il regista di PMAvision, Pierre Rémy con il quale collaborò a numerosi progetti lasciando una testimonianza audiovisiva sul suo passato.
Nel 1993 è stato presidente onorario del festival per Raimu a Cogolin.
Nel 1994 è stato a New York con Daniele Barrientos per realizzare un cortometraggio con Marta Crosby.
Morì a Sarcelles il 13 marzo 2007.

## Filmografia
- Le Puritain, (1937)
- Feux de joie, regia di Jacques Houssin (1938)
- Ultima giovinezza, (1939) con Raimu
- Vive la Liberté, (1944) con Raymond Bussières
- La Dynastie des N'Guyen, (1948)  (documentario)
- Il naufrago del Pacifico (Le naufragé du Pacifique / El naufragio del Pacifico) (1962)
- Le Golf enchanté, (1965) (cortometraggio)
- Le Soleil d'Ayacucho, (1970) (documentario)
- Le Pérou, (1970) (documentario)
- La Science et la santé, (1971) (documentario)
- Les Incas, (1972) (documentario)
- Le Musée de l'or, (1974) (documentario)
- El caballo de Paso, (1975) (documentaire)
- La Brigade blanche, (1980) (adattamento) (documentario)
- Le Soleil des morts, (1986) (adattamento, scene, musica) (documentario)